# マリアン・ヴォロニン
マリアン・ヴォロニン（Marian Jerzy Woronin、1956年8月13日 - ）はポーランドの元陸上競技男子短距離選手である。モスクワオリンピックの4x100mリレー銀メダリストである。
非黒人選手では突破は不可能されていた10秒の壁に何度も肉薄した成績を残し、1980年代に最も活躍した白人の男子短距離選手のひとりである。

## 人物
1956年8月13日、ポーランド・マゾフシェ県出身。1970年代半ばから1980年代半ばまでに活躍した選手で、100mを得意とした。ポーランド代表として1976年モントリオールオリンピック、1980年モスクワオリンピックと2大会連続で出場。
1980年モスクワオリンピックでは、男子100mと200mの両種目で決勝進出し、いずれも7位に入る健闘を見せた（当時、オリンピックの入賞は6位までだった）。4x100mリレーではアンカーを務め、銀メダルの獲得に貢献した。
1983年の世界陸上ヘルシンキ大会でも100mと4×100mリレーに出場。しかし、100mは2次予選敗退。4×100mリレーも決勝に進出したものの、6位に終わった。
1984年にワルシャワで開かれた国内選手権で、当時のヨーロッパ記録となる10秒00を出した。またポーランド新記録としてもヴィエスワフ・マニアクが記録した10秒1を更新し、現在でもポーランド記録となっている。最盛期を迎えたヴォロニンであったが、1984年ロサンゼルスオリンピックでは東側諸国がボイコットを決めた為、3大会連続のオリンピック出場とはならなかった。

## 自己ベスト
- 50m - 5秒65 (1981年)
- 100m - 10秒00 (1984年)

## 主な実績
| 年   | 大会                             | 場所                           | 種目    | 結果        | 記録   |
| ---- | -------------------------------- | ------------------------------ | ------- | ----------- | ------ |
| 1976 | オリンピック                     | モントリオール(カナダ)         | 100m    | 準決勝敗退  | 10秒69 |
| 1976 | オリンピック                     | モントリオール(カナダ)         | 200m    | 予選敗退    | 21秒90 |
| 1976 | オリンピック                     | モントリオール(カナダ)         | 4×100mR | 4位         | 38秒83 |
| 1977 | ヨーロッパ室内陸上競技選手権大会 | サン・セバスティアン(スペイン) | 60m     | 3位         | 6秒67  |
| 1978 | ヨーロッパ陸上競技選手権大会     | プラハ(チェコスロバキア)       | 4×100mR | 優勝        | 38秒58 |
| 1979 | ヨーロッパ室内陸上競技選手権大会 | ウィーン(オーストリア)         | 60m     | 優勝        | 6秒57  |
| 1980 | ヨーロッパ室内陸上競技選手権大会 | ジンデルフィンゲン(西ドイツ)   | 60m     | 優勝        | 6秒62  |
| 1980 | オリンピック                     | モスクワ(ソ連)                 | 100m    | 7位         | 10秒46 |
| 1980 | オリンピック                     | モスクワ(ソ連)                 | 200m    | 7位         | 20秒81 |
| 1980 | オリンピック                     | モスクワ(ソ連)                 | 4×100mR | 2位         | 38秒33 |
| 1981 | ヨーロッパ室内陸上競技選手権大会 | グルノーブル(フランス)         | 50m     | 優勝        | 5秒65  |
| 1982 | ヨーロッパ室内陸上競技選手権大会 | ミラノ(イタリア)               | 60m     | 優勝        | 6秒61  |
| 1982 | ヨーロッパ陸上競技選手権大会     | アテネ(ギリシャ)               | 100m    | 3位         | 10秒28 |
| 1982 | ヨーロッパ陸上競技選手権大会     | アテネ(ギリシャ)               | 4×100mR | 5位         | 39秒00 |
| 1983 | 世界陸上競技選手権大会           | ヘルシンキ(フィンランド)       | 100m    | 2次予選敗退 | 10秒72 |
| 1983 | 世界陸上競技選手権大会           | ヘルシンキ(フィンランド)       | 4×100mR | 6位         | 38秒72 |
| 1987 | ヨーロッパ室内陸上競技選手権大会 | リエヴァン(フランス)           | 60m     | 優勝        | 6秒51  |